# Parsec
Das Parsec (Kurzwort aus englisch parallax second), Einheitenzeichen pc, teilweise lehnübersetzt Parallaxensekunde, ist ein astronomisches Längenmaß. Es ist die Entfernung, aus welcher der mittlere Erdbahnradius (= 1 AE, Astronomische Einheit), also der mittlere Abstand zwischen Sonne und Erde, unter einem Winkel von einer Bogensekunde erscheint, und entspricht rund 206.265 Astronomischen Einheiten beziehungsweise etwa 3,26 Lichtjahren oder etwa 30,9 Billionen Kilometern (3.09e16 Meter = 30,9 Petameter).

## Begriffsgeschichte

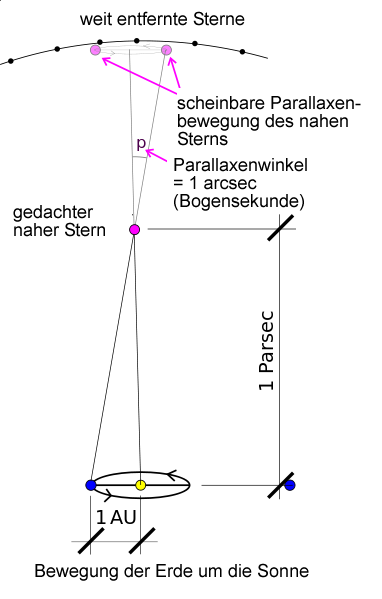
Sternparallaxe (nicht maßstäblich)

Die Einheit Parsec hat ihren Ursprung in der Entfernungsmessung über Sternparallaxen. Parallaxenwinkel der nächstgelegenen Sterne, bezogen auf den Erdbahnradius, betragen knapp eine Bogensekunde. Weiter entfernte Sterne haben kleinere Parallaxen. Der Kehrwert der Sternparallaxe in Bogensekunden ist die Entfernung in Parsec. 
Das Parsec wird aber nicht nur für Entfernungen verwendet, die sich mit der Parallaxenmethode bestimmen lassen (einige hundert Parsec), sondern allgemein für alle astronomischen Entfernungen. In der Fachsprache sind Angaben in Parsec weitaus üblicher als in Lichtjahren. Gebräuchlich sind insbesondere das Kiloparsec (kpc) für galaktische Entfernungen und darüber hinaus das Megaparsec (Mpc).

## Berechnung
Befände sich ein Stern in 1 Parsec Entfernung von der Sonne, so würde sich dieser von der Erde aus betrachtet durch die Bewegung der Erde um die Sonne vor dem Hintergrund weit entfernter Objekte um 1 Bogensekunde um seine mittlere Lage hin und her bewegen. Aus dem Bild liest man ab, dass das Verhältnis von 1 Astronomischer Einheit zu 1 Parsec dem Bogenmaß von 1 Bogensekunde, 1°⁄3600 = 2π⁄360×3600 rad ≈ 4,848 μrad entspricht, wenn man die Näherung {\displaystyle \tan x\approx x} für kleine Winkel benutzt.
1 Parsec ist damit um den Faktor 360×3600⁄2π ≈ 206 265 größer als 1 Astronomische Einheit.
2012 wurde die Astronomische Einheit durch die Resolution B2 der IAU als exakt 149.597.870,7 Kilometer definiert. Konsequenterweise folgte die IAU-Resolution B2, 2016 der 24. Generalversammlung im August 2015 mit der Definition
{\displaystyle \mathrm {1\;pc={\frac {360\cdot 3600}{2\pi }}\,AE={\frac {648\,000}{\pi }}\cdot 149\,597\,870{,}7\;km\approx 3{,}085\,677\,581\cdot 10^{16}\,m} }.
Damit gilt auch näherungsweise 1 pc = 3,261 563 777 Lichtjahre (Lj).

## Beispiele
- Proxima Centauri, der dem Sonnensystem nächstgelegene Stern, ist 1,3 pc entfernt.
- Das Zentrum der Milchstraße liegt in einer Entfernung von 8,122 kpc von der Erde.[6]
- Der Virgo-Galaxienhaufen ist vom Zentrum der Milchstraße etwa 16,5 Mpc entfernt.[7]